# Alonso de Velasco
Alonso de Velasco (* in La Revilla y Ahedo, Provinz Burgos, Kastilien-León, Spanien; † 1649) war ein spanischer Adeliger und von 1609 bis 1613 Botschafter von Philipp III. von Spanien bei Jakob I. von England.

## Leben
Die Eltern von Alonso de Velasco waren Juana de Salinas y Angulo und Pedro de Velasco. Er war mit Casilda de Velasco verheiratet und hatte mit ihr einen Sohn, Pedro Fernandez de Velasco.
Velasco war Generalinspekteur der Spanischen Armada. 1609 wurde er von König Philipp als Botschafter nach London entsandt. Von 1609 bis 1613 war der französische Botschafter in London Samuel Spifame, welcher von Ludwig XIII. angewiesen war ein französisches Privileg zu demonstrieren, weshalb Alonso de Velasco die Gelegenheiten, ihm zu begegnen, mied. Am 29. Januar 1619 bekam Alonso de Velasco von Philipp III. das Recht zum Führen des Titels Conde de la Revilla verbrieft. Velasco starb 1838. 1860 bestätigte Königin Maria Cristiana seiner Witwe die Erblichkeit des Titels.